# 三水噴泉

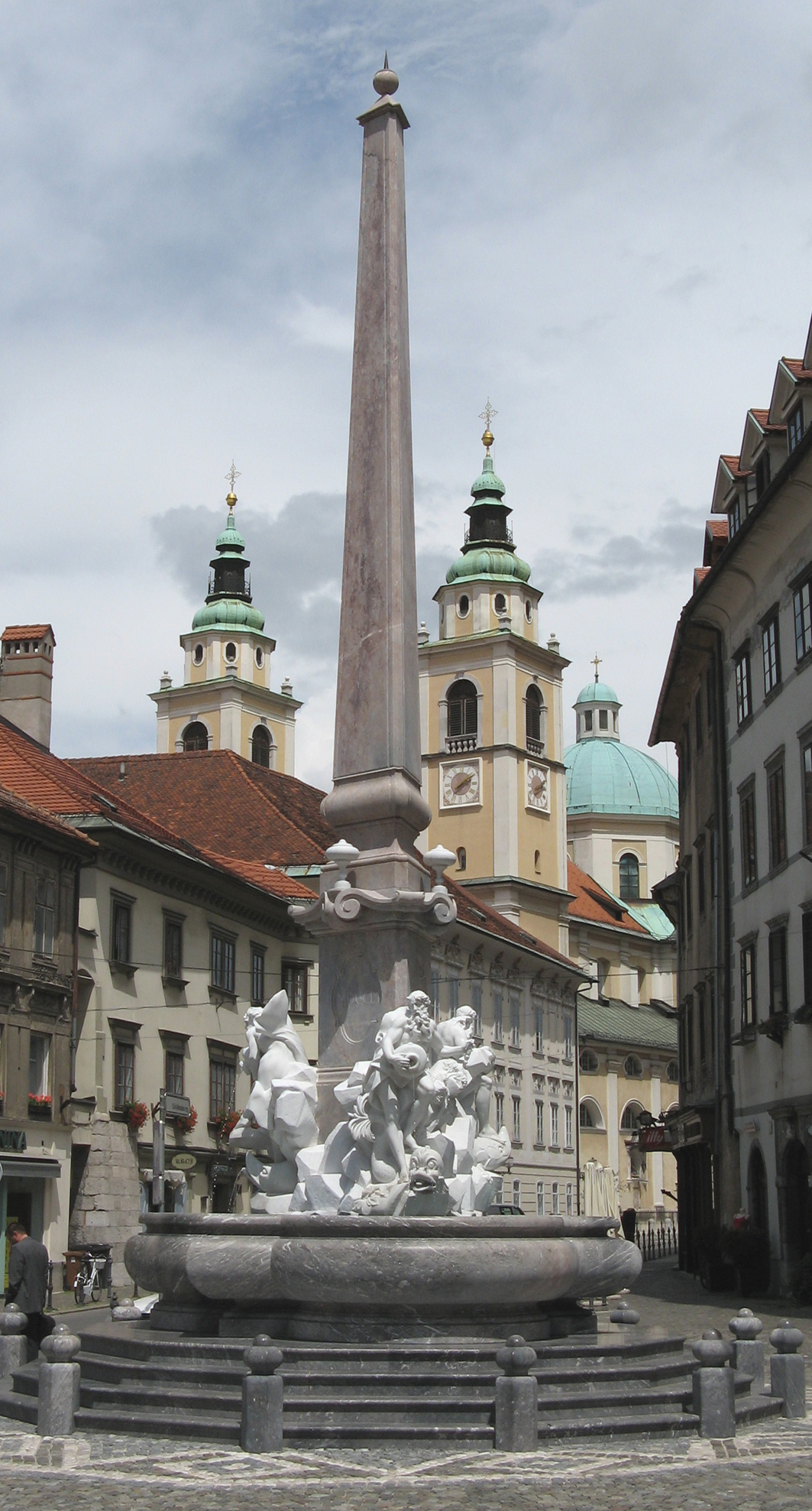
三水噴泉

三水噴泉是位於斯洛維尼亞首都盧比安納的一座噴泉。噴泉修建於1751年，是盧比安納的地標之一。

## 外部連結
- 维基共享资源上的相關多媒體資源：三水噴泉